# (5201) Феррас-Мелло
(5201) Феррас-Мелло (лат. Ferraz-Mello) — астероид внешней части пояса астероидов, который был открыт 1 декабря 1983 года американским астрономом Эдвардом Боуэллом в обсерватории Андерсон-Меса и назван в честь  бразильского астронома Сильвио Феррас-Мелло (порт. Sylvio Ferraz-Mello).

Орбита астероида Феррас-Мелло и его положение в Солнечной системе

В точке афелия астероид подходит вплотную к орбите Юпитера и находится с ним в орбитальном резонансе 2:1.